# Kémi Séba
Pour les articles homonymes, voir Séba.

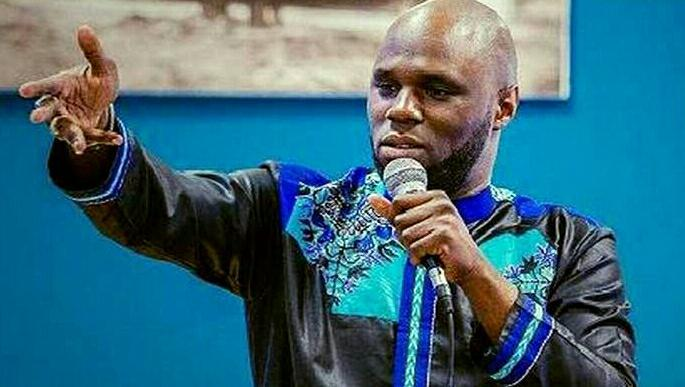
Kemi Seba en 2016

Kémi Séba, de son vrai nom Stellio Gilles Robert Capo Chichi, né le 9 décembre 1981 à Strasbourg (France), est un militant suprémaciste noir et panafricaniste béninois. Également né français, il est déchu de cette nationalité en 2024. 
Initialement membre de la branche francophone de Nation of Islam, Kémi Séba se fait connaître en France en tant que fondateur ou porte-parole de plusieurs groupuscules, notamment la « Tribu Ka », réservée exclusivement aux personnes noires, dissoute par décret pour incitation à la haine raciale, et le Mouvement des damnés de l'impérialisme, associant des militants panafricanistes avec des néonazis et des islamistes radicaux.
Il est considéré comme un suprémaciste noir ainsi qu'un militant racialiste et antisémite. Il est aussi un admirateur de la Russie de Vladimir Poutine. En collaboration avec des groupes identitaires d'extrême droite, il prône un projet mondial de séparation des races.
Il s'installe ensuite en février 2011 au Sénégal, où il poursuit son militantisme politique, d'abord en tant que chroniqueur politique sur la première chaîne de télévision privée du Sénégal, à savoir la 2sTV. Cette nouvelle activité lui assure une nouvelle popularité au sein de l'Afrique francophone.
Il mène à partir de l'année 2017, à la tête de son organisation Urgences panafricanistes, une lutte contre le « néocolonialisme français ». Il dénonce le franc CFA et le manque de souveraineté monétaire qui touche les pays utilisant cette devise, à travers des manifestations politiques dans l'ensemble des pays d'Afrique francophone. La même année, il est expulsé du Sénégal et s'installe au Bénin.
En 2025, Kémi Séba exprime son intention de se présenter à l'élection présidentielle de 2026 au Bénin.

## Biographie

### Origines et famille
Stellio Gilles Robert Capo Chichi naît le 9 décembre 1981 à Strasbourg de parents béninois naturalisés français. Son père est médecin. À la suite du divorce de ses parents, il est élevé par sa mère,,.
En 1995, âgé de 14 ans, il déménage avec sa mère et son frère en Île-de-France, où il découvre la culture hip-hop.

### Nation of Islam
Il s'initie à la politique en 1999, en devenant membre de Nation of Islam lors d'un séjour à Los Angeles,,. Lors de son retour à Paris, il poursuit sa formation au sein de la section française de l'organisation durant un an et demi auprès de Karim D. Muhammad, représentant de la Nation of Islam à Paris. Il acquiert durant cette période ses bases militantes, doctrinales, idéologiques et surtout ses capacités d'orateur,.
Conformément aux enseignements de l'organisation, il prône la « revalorisation de la race noire », qui passe selon Elijah Muhammad le guide de la Nation of Islam par  la « séparation » des Noirs et des Blancs (que Séba  nomme « leucodermes ») « descendants d'esclavagistes colonisateurs » et qui selon lui, pour beaucoup, pratiquent encore le rejet des Noirs. Alors que son intérêt pour l'Égypte antique croît, il s'éloigne de la Nation of Islam et la quitte en 2001. Il redevient en 2010 membre de la Nation of Islam avant de la quitter à nouveau en 2013.

### Parti kémite
Après un voyage en Égypte dans les années 2000, il renie la doctrine de Nation of Islam et les religions abrahamiques et se convertit au kémitisme,.
Alliant panafricanisme et kémitisme, il participe à la fondation du groupuscule noir radical Parti kémite en 2002, dont il est pendant deux ans le porte-parole national. Il finit par le quitter, trouvant le parti trop intégrationniste étant donné son acceptation des Noirs de toutes confessions et son refus du prosélytisme,. Toujours en 2002, il adopte le pseudonyme « Kémi Séba »,, transcription francisée d'un terme d' égyptien ancien signifiant « Étoile Noire ». En décembre 2004, il fonde une scission du Parti kémite, la Tribu Ka, un mouvement politico-mystique d'obédience kémite (Ka signifiant kémitisme atonien).

### Tribu Ka
La Tribu Ka est un mouvement français, créé par Kémi Séba en décembre 2004, se présentant comme le défenseur du « peuple noir », attribuant aux populations noires, dans un discours s'inscrivant dans la mouvance du kémitisme, la fondation de la civilisation égyptienne et prônant la ségrégation raciale. Il en est le dirigeant,.
Il appelle les personnes afrodescendantes à aller vivre en Afrique, à ne pas se métisser, ni s'intégrer dans la société française. L'organisation rejette le judaïsme, l'islam, le christianisme, le vaudou et l'animisme, et promeut un monothéisme africain à travers la vénération du dieu Aton de la mythologie égyptienne,. Ce projet ne séduit que très peu de personnes, le nombre d'adeptes reste minuscule, mais est fortement médiatisé. Il reçoit à cette époque le soutien de Dieudonné.
En novembre 2005, Kémi Seba déclare lors d'un entretien : « La seule chose qui nous rapproche des nazis, et que je ne renie pas, c'est qu'ils aimaient l'Allemagne plus que l'Allemagne s'aimait elle-même ».
En février 2006, après le meurtre d'Ilan Halimi, organisé par Youssouf Fofana, Kémi Séba s'adresse en ces termes à plusieurs associations juives : « Que notre frère [Fofana] soit coupable ou pas, nous vous prévenons que si d'aventure, il vous prenait l'envie d'effleurer ne serait-ce qu'un seul [de ses] cheveux au lieu de lui laisser avoir un procès équitable, nous nous occuperons avec soin des papillotes de vos rabbins ». Le Figaro évoque alors des « délires antisémites ».
Séba apparaît sur la scène médiatique française en mai 2006 en réalisant, dans le cadre d'un affrontement physique voulu avec la Ligue de défense juive et le Betar, une descente dans le quartier juif historique de la rue des Rosiers à Paris (4e arrondissement) en étant accompagné des militants de son groupuscule,,. Il justifie cette action par le fait que la Ligue de défense juive et le Betar avaient agressé des Noirs en marge de la manifestation en la mémoire d'Ilan Halimi.
Le mouvement est dissout par décret présidentiel le 26 juillet 2006, en vertu d'une loi sur les groupes de combat et milices privées. Le ministère de l'Intérieur estime que Tribu Ka incitait à la haine raciale.

### Les multiples reconstitutions de la Tribu Ka de 2006 à 2009

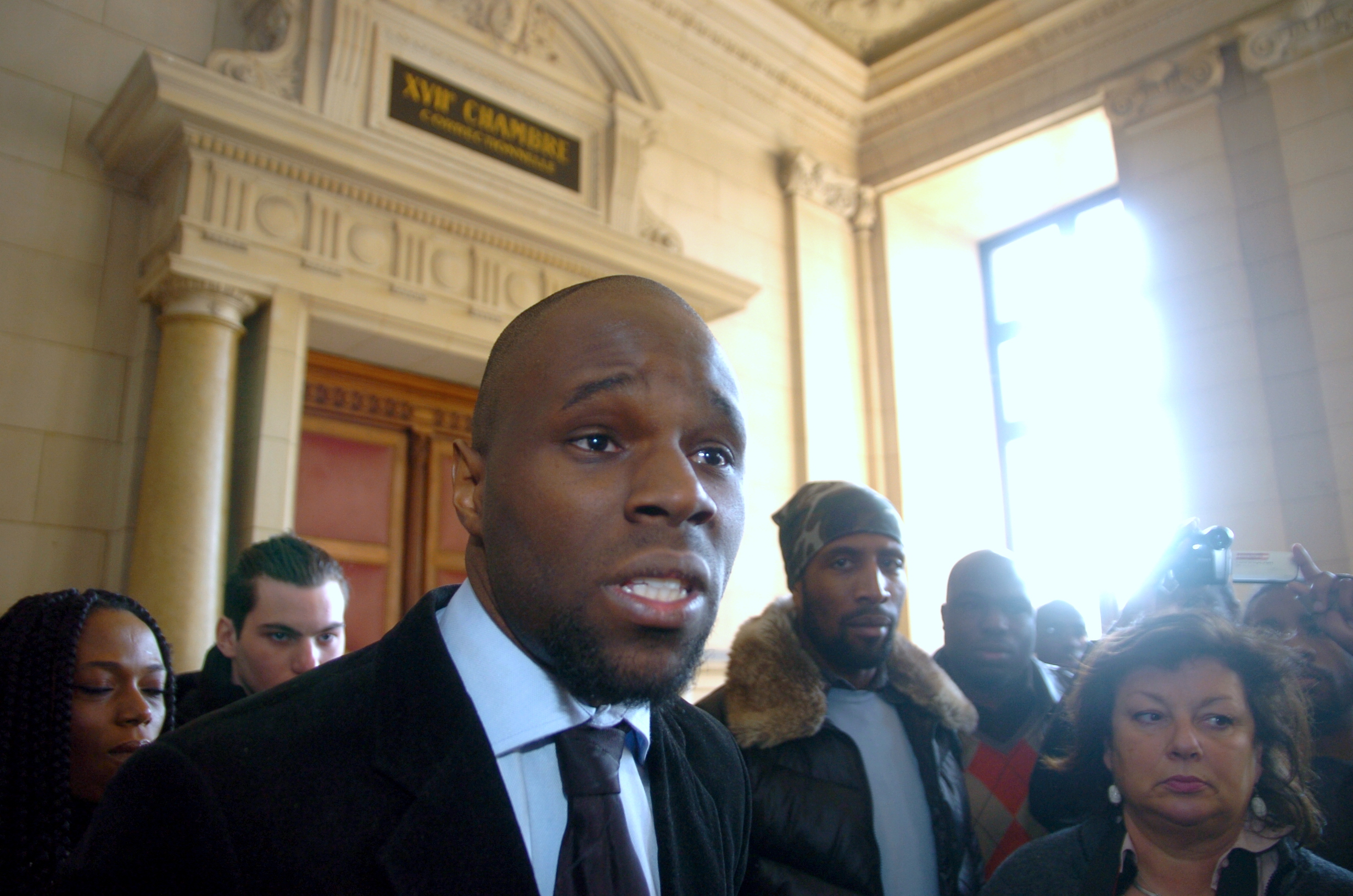
Kémi Séba, le 19 février 2008, à son arrivée au tribunal correctionnel de Paris.

Le 14 janvier 2007, Kémi Séba tient une conférence à Tours dans laquelle il annonce la création de son nouveau groupe Génération Kémi Séba formé afin de succéder à la Tribu Ka. Ce nouveau groupe reprend la même doctrine que la Tribu Ka. À cette occasion, il déclare : 

« Je rêve de voir les Blancs, les Arabes et les Asiatiques s'organiser pour défendre leur identité propre. Nous combattons tous ces macaques qui trahissent leurs origines, de Stéphane Pocrain à Christiane Taubira en passant par Mouloud Aounit. […] Les nationalistes sont les seuls Blancs que j'aime. Ils ne veulent pas de nous et nous ne voulons pas d'eux. […] Parce qu'il y aurait eu la Shoah, je n'ai rien le droit de dire sur mon oppresseur sioniste ? »

Le groupe envisage durant un temps de présenter un candidat aux élections municipales de 2008 à Sarcelles.
Le 1er avril 2008, Kémi Séba est condamné pour avoir tenté de recréer illégalement la Tribu Ka sous l'appellation Génération Kémi Séba. Il écope d'une peine de six mois de prison dont deux ferme ainsi que d'un an de privation de ses droits civiques, civils et de famille.
Nonobstant cette première condamnation, Kémi Séba fonde le groupe Jeunesse Kémi Séba. Là encore, Kémi Séba et ses sympathisants sont poursuivis pour reconstitution illégale d'une ligue dissoute, à savoir la Tribu Ka. Le nouveau groupe est dissous par décret le 15 juillet 2009.

### Mouvement des damnés de l'impérialisme
En mars 2008, Kémi Séba crée le groupe Mouvement des damnés de l'impérialisme (MDI), dont il est à la fois le secrétaire général et président. Contrairement aux précédentes organisations qu'il a fondées, l'adhésion à ce mouvement n'est pas limitée aux personnes noires. Effectivement, Kémi Séba déclare avoir abandonné l'« afrocentricité » pour l'idéal plus « universel » du panafricanisme. Dès sa création, l'organisation se rapproche des mouvements islamistes et de l'extrême droite, dans ce que le politologue Jean-Yves Camus qualifie d'« alliance des antisystème »,,.
Les objectifs politiques du MDI sont qualifiés par les politologues Stéphane François, Damien Guillaume et Emmanuel Kreis d'antisémites et complotistes. En effet le MDI se donne pour objectif de rassembler les peuples contre l'« impérialisme sioniste » et les Illuminati ; sa communication est relayée par les sites communautaires musulmans et par la droite radicale et nationaliste,. Kémi Séba exprime à cette époque son admiration pour le Hamas et le Hezbollah, ainsi que pour le Front national.
Boris Le Lay, antisémite notoire, militant français d'extrême droite, est chargé des relations avec l'Europe. Salim Laibi, chirurgien-dentiste, complotiste et islamiste algérien, est à la fois chargé de mission aux loges occultes et responsable de l'antenne PACA.
Le groupe se dote d'un site internet et diffuse des vidéos sur des sites de partages de vidéo comme YouTube ou Dailymotion.
En juin 2008, Christophe Cornevin (du Figaro) relève que, depuis mai, une organisation d'« inspiration néonazie », dénommée la Droite socialiste, a « amorcé une alliance insolite avec les Mouvements des damnés de l'impérialisme ». Selon le journaliste, Kémi Séba « surfant sur son dégoût de « l'impérialisme sionisme », avait déjà [en 2006] jeté une passerelle en direction de responsables de l'ancien Bloc identitaire, noyau d'extrémistes de droite dont se réclamait Brunerie ».
En juillet 2008, Kémi Séba se reconvertit à l'islam après un séjour en prison et affirme avoir abandonné ses références « suprémacistes » au profit d'une vision « ethno-différencialiste », ne pensant plus que « l'homme blanc est le diable ». Dans une interview accordée au site Saphirnews, il déclare que la pensée de René Guénon a été importante dans sa conversion,,.
En août 2008, Kémi Séba est accueilli par le centre Zahra de Yahia Gouasmi.
Fin mars 2009, Kémi Séba est invité par Dieudonné à participer à sa liste constituée pour les élections européennes de 2009 mais il refuse, ses idées étant en contradiction avec l'anti-communautarisme invoqué par Dieudonné et Alain Soral (également sur la liste). Toutefois, plusieurs colistiers de Dieudonné rejoindront le MDI après l'élection.
Dans une interview pour le site Hardcoremotion, décrivant Hitler comme un « raciste, un fumier, un ségrégationniste, un fasciste » mais dit « préférer Hitler à Bonaparte », et disant citer Malcolm X : « Au moins, sous Hitler, les Noirs trouvaient du travail […], parce qu'ils étaient engagés dans les armées pour lutter contre le péril nazi ».
Le MDI cesse son activité en 2010.

### New Black Panther Party
Le 14 avril 2010, il est nommé « ministre francophone » de l'organisation New Black Panther Party qui est basée à Washington, et représentant du prédicateur extrémiste noir Khalid Abdul Muhammad. Il reçoit à cette occasion le nom de « Kemiour Aarim Shabazz »,,. Il quitte la présidence du MDI, et se consacre la branche française du mouvement afro-américain durant 1 an, avant de rejoindre le continent africain.
Le 14 juillet 2010, il annonce le lancement du Black Pempers Center, un centre de loisir réservé aux enfants noirs en France.

### Installation au Sénégal puis au Bénin et recentrage de son activisme en Afrique francophone

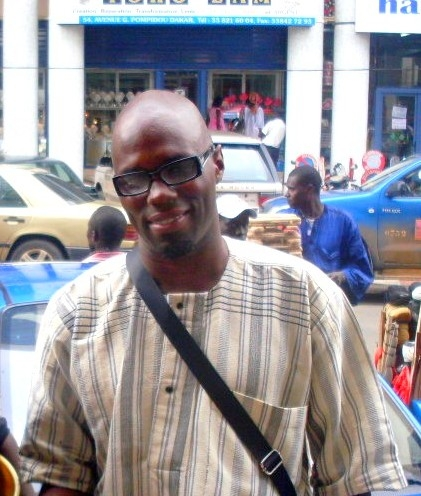
Kémi Séba à Dakar en août 2011.

En février 2011, Kémi Séba quitte la France pour rejoindre le Sénégal. En mars 2011, il est engagé comme porte-parole de l'Alliance panafricaniste, association dirigée par le ministre-conseiller chargé du Panafricanisme Amadou Lamine Faye. Cette nomination crée la confusion, plusieurs médias relatant faussement que Kémi Séba était devenu porte-parole au sein du gouvernement sénégalais. Deux mois plus tard, il quitte ce poste. Amadou Lamine Faye explique ensuite se sentir floué, estimant que « Cela lui a servi de passer pour porte-parole d’un ministre ». Kémi Séba juge quant à lui avoir été utilisé par le ministre-conseiller à des fins de politique intérieure.
En 2011, il est représentant de la société Afrikan Mosaïque, une entreprise sénégalaise qui indique avoir investi près de 360 000 euros dans des projets locaux.
Lors de la pandémie de Covid-19, il tient des propos complotistes au sujet de la vaccination en Afrique, qu'il qualifie de crime contre l'humanité, et fait la promotion de l'Apivirine et de remèdes à base de plantes contre le Covid-19.
Selon une enquête de France Info, Kémi Séba fait partie d'un panel d'« influenceurs anti-français en Afrique francophone » ciblés par l'agence de désinformation israélienne Percepto afin de leur faire propager à leur insu des infox dans des buts de propagande.

#### Médias africains
En 2013, il est engagé comme chroniqueur politique sur la première chaîne privée du Sénégal, la 2STV, dans l'émission Le Grand Rendez-vous. Au sein de ce programme, il se fait connaître auprès du public sénégalais « en dénonçant la prédation économique subie par l’Afrique ».
En septembre 2015, il est nommé directeur général de la chaîne de télévision Afrique Média Tchad. En mars 2017, Kémi Séba est engagé en tant que chroniqueur pour la chaîne VoxAfrica. Il produit et anime depuis septembre 2011 à Dakar une émission radio sur le web nommée Afro-Insolent.

#### ONG Urgences panafricanistes

##### Fondation
En décembre 2015, Kémi Séba et Toussaint Alain, ancien conseiller politique de Laurent Gbagbo, fondent l'ONG Urgences panafricanistes (Urpanaf),,.

##### Humanitaire
Le but initial de l'ONG est d'apporter une aide médicale et scolaire sur les terrains de conflit en Afrique afin de concurrencer les ONG occidentales, mais très rapidement, c'est de par sa présence sur de nombreux fronts dont la justice sociale, la lutte contre le néocolonialisme, le franc CFA et contre la corruption des États africains qu'elle gagne en audience en Afrique francophone,,,,,.
Selon Kémi Séba, son association est notamment financée par des footballeurs français et africains dont Nicolas Anelka et Demba Ba. D'après le journal Le Monde, le rappeur sénégalais Thiat aussi ferait partie de ses soutiens confirmés.
Urpanaf met, à partir d'avril 2018, un programme d’aide financière en faveur des femmes précaires. Baptisé « Alodo », ce programme vise l’amélioration des conditions de vie des mères de familles en état de précarité par la mise en place d’une activité génératrice de revenu.

##### Appel au boycott des produits mauritaniens
En octobre 2018, l'ONG soutient l'homme politique et abolitionniste mauritanien Biram Dah Abeid, emprisonné suivant la plainte d'un journaliste l'accusant de menaces contre lui, tandis qu'Urpanaf le tient pour innocent et prévoit un appel au boycott des produits mauritaniens s'il n'est pas libéré,.

##### Expulsion d'une correspondante de TV5 Monde
En mai 2022, Kémi Séba expulse une correspondante de TV5 Monde d'une rencontre publique avec lui organisée par la Coalition des patriotes africains du Burkina Faso, organisation affiliée à Urpanaf. L'expulsion est dénoncée par le Comité pour la protection des journalistes.

##### Mobilisation contre le néocolonialisme et le franc CFA
Selon le site d'information Africa Is a Country, la lutte anti-franc CFA de Kemi Seba s'appuie sur le travail de réflexion critique d'économistes tels que N'Dongo Samba Sylla et Kako Nubukpo.
En 2017, il organise des manifestations contre le franc CFA en Afrique francophone via le Front Anti CFA qu'il a fondé avec son ONG Urgences panafricanistes. Il entame une tournée africaine et européenne contre le FCFA,,,. Durant son passage au Mali en juillet 2017, il est arrêté et contrôlé par Interpol à l'aéroport de Bamako. Il est relâché au bout de 30 minutes.
En septembre 2017, Séba est accusé d'être « une menace grave pour l'ordre public » après avoir brûlé un billet de franc CFA afin de protester contre le manque de souveraineté monétaire qui touche les pays d'Afrique francophone. Il est expulsé du Sénégal vers la France. En octobre 2017, il arrive à l'aéroport de Cotonou, où il reçoit, d'après Xalima et Benin Web TV, un accueil triomphal,. Il décide dès lors de s'y installer et d'y continuer son combat politique.
Selon le journaliste reporter Ousmane Laye Diop, Kémi Séba est « accusé de souffler sur les braises d’un nationalisme économique naissant, de se nourrir et de nourrir une démagogie anticoloniale et antifrançaise ». Felwine Sarr critique sa méthode d'activisme provocatrice.
Le 2 mars 2018, Kémi Séba est refoulé de l'aéroport international de Conakry, alors qu'il venait en Guinée pour y donner une série de conférences portant sur les questions de souveraineté africaine conjointement avec le mouvement « Le peuple n’en veut plus »,. Il est renvoyé à Cotonou.
Le 26 août 2018, Kémi Séba est reçu au Burkina Faso par le président de la République Roch Marc Kaboré,.
En mars 2019, toujours dans le cadre de sa lutte contre le franc CFA, Kémi Séba se rend en Côte d'Ivoire et tente d'y organiser une manifestation. Il en est expulsé vers le Bénin en raison de « risques potentiels de troubles » liés à la manifestation. D'après lui, il est interrogé par la police béninoise à son arrivée à Cotonou sur d'éventuels liens avec le Venezuela, la Chine ou la Russie.
En décembre 2019, tout en accusant la France d'être en partie responsable du terrorisme au Sahel, Kémi Séba se met à la disposition des armées régionales, afin de lutter contre les djihadistes. Il propose ainsi, aux présidents du G5 Sahel, la création d'un groupe de « Volontaires civils panafricanistes » dirigés par les membres de son association mais formés par les armées régionales.
En janvier 2020, il est interdit d'embarquement à l’aéroport de Cotonou alors qu'il voulait manifester au Mali contre la présence française. Le collectif « Sortir du Franc CFA »  l'accuse de propager la haine, la désinformation et la xénophobie.
En octobre 2020, bien qu'étant interdit de séjour en territoire ivoirien, Kémi Séba se rend clandestinement en Côte d'Ivoire et demande un report de l'élection présidentielle de 2020, s'opposant à un troisième mandat d'Alassane Ouattara.
En octobre 2021, Kémi Séba est arrêté au Burkina Faso alors qu'il se rend à un meeting politique « contre le néo-colonialisme », et plus spécifiquement contre l'opération militaire française « Barkhane », qui se tient à Bobo-Dioulasso. Il est ensuite expulsé vers le Bénin.

#### Activisme hors d'Afrique depuis son installation au Sénégal
En octobre 2012, Kémi Séba est frappé d'une interdiction d'entrer en Suisse alors qu'il doit y tenir une conférence à l'invitation de la branche suisse du mouvement d'extrême droite Égalité et Réconciliation, les autorités suisses craignant qu'il puisse à cette occasion troubler l'ordre public et lancer des appels à la haine raciale. Cette interdiction se reproduit lors de sa venue suivante le 18 mai 2013 à Genève.
En mars 2015, Kémi Séba est reçu en Iran par Mahmoud Ahmadinejad, pour parler de la nécessité de collaborer entre pays du Sud confrontés à ce qu'ils considèrent être l'impérialisme occidental.
En septembre 2018, il est reçu à Rome par des cadres du Mouvement 5 étoiles afin de leur remettre un dossier sur le franc CFA et la Françafrique. Quelques mois plus tard, Luigi Di Maio et Alessandro Di Battista fustigent la France pour sa politique de maintien du franc CFA et son supposé néocolonialisme en Afrique. Ces attaques sont à l'origine d'un incident diplomatique entre la France et l'Italie.

##### En France
En février 2018, il est reçu en Guadeloupe par le syndicaliste Élie Domota.
En février 2024, il effectue une tournée à Paris et en Guyane, où il bénéficie du soutien des députés Jean-Victor Castor et Davy Rimane et reçoit la médaille de la ville de Cayenne de la part de la maire Sandra Trochimara. La réunion prévue à Paris est quant à elle annulée en raison de la mise en garde d'une association antiraciste.

##### Liens avec la Turquie
Kémi Séba se rend en octobre 2021 à Istanbul à l’occasion du forum économique Turquie-Afrique. En 2022, il se rend de nouveau en Turquie, où il est reçu par Nur Sağman (tr), la conseillère Afrique du président turc Recep Tayyip Erdoğan. Selon Séba, cette rencontre « porte sur la potentialité d’une collaboration entre les sociétés civiles turques et africaines (via le travail de notre ONG Urgences Panafricanistes) en vue de la constitution d’un monde multipolaire ».

#### Rapprochement avec le Niger
En août 2024, le général Abdourahamane Tiani, chef de la junte militaire du Niger, lui délivre un passeport diplomatique. Kémi Séba est aussi nommé conseiller spécial de Tiani,.

#### Candidature présidentielle au Bénin
Dans une vidéo partagée sur les réseaux sociaux, Kémi Séba exprime son intention de se présenter à l'élection présidentielle de 2026 au Bénin. Il compte notamment sur le soutien du parti d'opposition « Les Démocrates », dirigé par l'ancien chef d'État Boni Yayi,.

### Visite en Haïti
En 2025, lors d’une visite en Haïti, Kemi Seba a appelé à une « unité révolutionnaire » entre groupes armés et population civile, afin de lutter contre ce qu’il qualifie d’“ingérence dévastatrice” de l’Occident. Cet appel a suscité de vives réactions, plusieurs observateurs soulignant que ces groupes armés sont largement identifiés comme des gangs impliqués dans des actes de violence, de kidnapping et de terreur qui affectent la population haïtienne depuis plusieurs années.

### Vie privée
Kémi Séba se marie en 2004 à Etuma Séba, une institutrice camerounaise. Il devient bigame en se mariant en 2010 à Natou Pedro Sakombi, « chercheuse indépendante en histoire africaine »,,. Il annonce en 2022 qu’il est séparé de sa première épouse et qu’il est redevenu monogame depuis quelques années, en étant désormais marié uniquement à Natou Pedro Sakombi,.
Avec sa première épouse, Kemi Seba a eu deux enfants : Satherou et Khonsou. Avec la deuxième, il en a eu trois autres : Imhotep, Anupé et Vérona[réf. souhaitée].

## Controverses

### Analyses critiques de son discours
En 2008, le politologue Pierre-André Taguieff décrit la Tribu Ka comme « une secte afrocentriste, explicitement « racialiste » et « antisioniste » ».
En 2010, le politologue Stéphane François décrit la posture politique de Kémi Séba comme celle d'un « racialiste intégral qui a renversé la pyramide raciale élaborée au XIXe siècle : le peuple civilisateur n’est plus celui des Aryens, mais l’Africain noir. »
Selon la sociologue des religions Véronique Altglass, Kémi Séba réclame la supériorité et l'antériorité de la civilisation noire sur la civilisation blanche et vise à ré-établir le peuple noir comme guide pour l'humanité.
En 2014, le journaliste Frédéric Haziza indique que la Tribu Ka mène « un militantisme antisémite sous couvert d'antisionisme ».
Pour Natacha Chetcuti Osorovitz et Fabrice Teicher, Kémi Séba appartient à la mouvance de la « dieudosphère » au sein de laquelle « tous ont en commun une détestation des Juifs et des homosexuel-le-s ». Ils notent que pour Séba, l'homosexualité fait partie d'un « projet de babylonisation de la société ».
En 2017, il est présenté comme un racialiste par le journaliste Luca Andreolli de VSD. En 2017, le journaliste Racine Assane Demba analyse les écrits de Kémi Séba comme du suprémacisme et du racisme et le compare à Marine Le Pen.
En 2020, le chercheur universitaire et politologue francais Christophe Premat, de l'université de Stockholm analyse que : 

« Depuis son retour en Afrique, le discours de Kemi Seba a gagné une légitimité politique et prône un discours révolutionnaire panafricain. Seba s'est investi progressivement dans la compréhension des luttes africaines avec en particulier un soin à réactualiser l'idéologie panafricaniste fondée sur la nécessité d'assumer une autonomie complète des peuples africains vis-à-vis des anciennes puissances coloniales. En circulant en Afrique et en endossant un ethos révolutionnaire, Kémi Séba a construit une parole politique massivement écoutée. »

— Christophe Premat
En 2022, le site d'information Africa Is a Country estime que Kémi Séba prône la ségrégation raciale et « tend régulièrement la main aux nationalistes blancs », notamment en affirmant qu'il rêve de voir émerger en France un parti similaire au parti néonazi grec Aube dorée afin que les Noirs français ne se sentent plus en sécurité et partent vivre en Afrique.
En 2024, StreetPress estime que malgré le lissage de son image, Kémi Séba reste partisan de la ségrégation raciale. Il se prononce en 2023 en faveur d'« un séparatisme d’existence ».

### Condamnations
En septembre 2005, après certaines de ses prises de positions médiatiques, il est mis en examen à la suite d'une plainte de Patrick Karam, originaire du Liban, qu'il aurait stigmatisé comme un « blanc », à la tête du collectif antillais DOM montré comme « majoritairement noir ». Dieudonné, qui, jusque-là, mettait son théâtre parisien du passage de la Main d'Or à sa disposition pour l'organisation de meetings, prend officiellement ses distances avec lui pour avoir organisé des réunions dans lesquelles il interdisait l'entrée aux non-noirs, alors que l'humoriste est lui-même métis.
Le 8 février 2007, il tient une conférence à Chartres, où des policiers dépêchés sur place en raison d'un « trouble à l'ordre public » auraient été traités de « policiers sionistes à la solde d'un gouvernement sioniste ». Arrêté pour violences et menaces, Kémi Séba est condamné en comparution immédiate et immédiatement incarcéré. En appel, le 3 mai à Chartres, Kémi Séba revendique ses propos, et précise qu'être antisioniste ne fait pas de soi un antisémite argumentant que dans ce cas tous les anticommunistes seraient de facto « antirusses». Le verdict prononcé le 28 juin 2007 par le tribunal correctionnel de Chartres le condamne à 6 mois de prison avec sursis, 1 500 € d'amende et 1 000 € de dommages-intérêts à la LICRA, le procureur ayant demandé 6 mois de prison ferme et 10 000 € d'amende. Son porte-parole national, Héry Djéhuty Séchat de son vrai nom Cyrille Kamdem, est condamné à 3 mois de prison avec sursis et 750 € d'amende, ainsi que 1 000 € de dommages-intérêts à la Licra.
Le 30 novembre 2007, il est condamné en première instance à un mois de prison ferme, à deux ans d'inéligibilité et à des dommages-intérêts par le tribunal correctionnel de Paris pour la diffusion sur site Internet de propos antisémites et négationnistes en août 2006. Kémi Séba a fait appel et aurait donc pu se présenter aux élections municipales, l’appel étant suspensif. La candidature est finalement abandonnée.
Jugé pour avoir reconstitué sous le nom de « Génération Kémi Séba » la Tribu Ka dissoute, Kémi Séba est jugé le 20 février 2008. Le 1er avril, il est condamné à six mois de prison, dont deux fermes, ainsi qu'à un an de privation de droits civiques, civils et de famille. Il annonce son intention de faire appel. L'appel est renvoyé au 3 octobre 2008 par la cour d'appel de Paris.
À la suite de la diffusion sur son site web d'une vidéo appelée « nuits de l'anti-impérialisme » considéré par l'UEJF comme un « appel au meurtre dirigé contre les juifs » et qualifié par le ministère public d'incitation à la haine raciale, l'UEJF et l'association « J'accuse », soutenues par SOS Racisme et le MRAP, attaquent Kémi Séba en justice pour faire interdire son site, mais le juge des référés s'estime non compétent pour en ordonner le retrait.
Le 19 décembre 2008, Kémi Séba est placé en garde à vue dans le cadre de l'agression dont a été victime Ahmed Meguini, un journaliste qui avait réalisé un « film très critique sur lui ». Le 22 décembre 2008, il est condamné par le tribunal correctionnel de Paris à deux mois d'emprisonnement avec sursis assortis d'une mise à l'épreuve de 18 mois.
Le 15 juillet 2009, l'organisation de jeunesse « Jeunesse Kémi Séba » est dissoute par décret, sur proposition du ministre de l'Intérieur Brice Hortefeux, en application de la loi du 10 janvier 1936 sur les groupes de combat et milices privées, l'accusant de « propager une idéologie raciste et antisémite » et de « se livrer à des actes intolérables de provocation et de violence ».
Alors qu'il devait donner une conférence au théâtre de la Main d'Or, à Paris, il est arrêté le 13 septembre 2014 pour l'exécution de sa condamnation de 2008 portant sur des violences en réunion. Le sursis dont il avait à l'époque bénéficié avait été révoqué en 2011 pour non-respect de sa mise à l'épreuve. Il vivait depuis au Sénégal. Il est présenté le lendemain au parquet de Paris et purge sa peine. Le 29 octobre 2014, il sort de la maison d'arrêt de Fleury-Mérogis après 45 jours de détention.
Le 25 août 2017, il est interpellé à Dakar et placé sous mandat de dépôt après avoir brûlé le 19 août en public un billet de 5 000 F CFA lors d'un rassemblement contre cette devise dans la capitale sénégalaise. Séba est relaxé par la justice sénégalaise le 29 août 2017. Le 6 septembre 2017, le Sénégal l'expulse vers la France,. Le mois suivant, il s'installe au Bénin.
En décembre 2019, dans le cadre d'une conférence à l’université Joseph Ki-Zerbo à Ouagadougou, Kémi Séba dénonce la soumission des présidents africains au gouvernement français et qualifie le président burkinabè de « passoire ou robot », le président nigérien de « fou », le président ivoirien de « dramatique » et le président français de « marionnettiste ». À la suite de ses propos, Kémi Séba est arrêté puis condamné à une peine de deux mois d'emprisonnement avec sursis et à une amende de 200 000 francs CFA pour outrage à chefs d'État. Il assure néanmoins ne pas regretter ses paroles,.

### Arrestations
Le 23 février 2020, Séba revient au Sénégal pour assister à l'appel de son procès pour avoir brûlé un billet de francs CFA. Il est arrêté à l'aéroport Blaise-Diagne, détenu pendant 30 heures puis expulsé vers la Belgique. La tenue du procès est ensuite repoussée.
Il est arrêté le 15 septembre 2023 à Cotonou, puis relâché le lendemain. Selon son avocat Juan Branco, il aurait été arrêté pour appel à l'insurrection.
Kémi Seba est interpellé le 14 octobre 2024 dans les rues de Paris,,, vers 14 h, en sortant d'un restaurant du 15e arrondissement, avec son bras droit, Cyrille Kamden,. Selon Juan Branco, son avocat, Kémi Seba est placé en garde à vue pour « intelligence avec une puissance étrangère » et « atteinte aux intérêts fondamentaux de la nation ». Le 17 octobre, Kémi Seba et Hery Djehuty d'Urgences panafricanistes sortent de garde à vue à la direction générale de la Sécurité intérieure, sans poursuites. Selon le parquet de Paris : « Les investigations sur l'infraction d'ingérence étrangère se poursuivent dans le cadre de l'enquête préliminaire ».

### Liens avec la Russie
Selon le site d'information Africa is a Country, estimant que Vladimir Poutine « n'a pas le sang de l'esclavage et de la colonisation sur les mains », Kémi Séba ne cache pas son admiration pour le chef d'État russe.
En décembre 2017, il est invité à Moscou par l'idéologue russe Alexandre Douguine, réputé proche du pouvoir russe.
Après avoir été approché par des proches de l'oligarque Evgueni Prigojine, financeur de la société paramilitaire russe Wagner et dirigeant de l'organisation de propagande russe Internet Research Agency, il le rencontre à plusieurs reprises en 2019. D'après Le Monde, Séba avoue avoir été soutenu matériellement par l'oligarque en échange « d'appeler la jeunesse africaine à mener des actions violentes contre les intérêts français en Afrique »,. En mars 2023, des hackers font paraitre des documents internes de différentes organisations liées à Prigojine. Selon ces documents, analysés par plusieurs journalistes, Kémi Séba a reçu environ 440 000 dollars de ces organisations entre mai 2018 et juillet 2019,. Séba déclare avoir arrêté son « compagnonnage » avec l'oligarque après un rendez-vous avec Prigojine lors duquel il lui aurait suggéré de passer à des actions violentes contre des symboles occidentaux.
En mars 2022, lors de l'invasion de l'Ukraine par la Russie, Kémi Séba met en cause le président ukrainien Volodymyr Zelensky dans l'escalade des tensions avec la Russie. D'après Libération, il diffuse « un narratif compatible avec celui de la Russie sur le conflit ukrainien » et se rend en France pour le diffuser. Il se rend le même mois à Moscou pour donner une conférence à l'Institut d'État des relations internationales de Moscou. Il est reçu officiellement lors de ce séjour par le vice-ministre des Affaires étrangères russe Mikhaïl Bogdanov, afin selon Séba « d’optimiser les relations bilatérales entre l'Afrique et la Russie »,.
Les 26 et 27 février 2024, Kemi Seba participe au second congrès du Mouvement international russophile (MIR), organisé à Moscou sous le nom de « Forum de la multipolarité », et y rencontre notamment le propagandiste pro-russe Jackson Hinkle.

### Perte de sa nationalité française
Début février 2024, le ministère de l'Intérieur français a engagé une procédure de perte de nationalité française. Cette procédure s’appuie sur l'article 23-7 du Code civil français. Cet article du Code précise que « le Français qui se comporte en fait comme le national d'un pays étranger peut, s'il a la nationalité de ce pays, être déclaré, par décret après avis conforme du Conseil d'État, avoir perdu la qualité de Français ». Cette démarche peut permettre de retirer sa nationalité française à un binational, même s’il est né Français. Kémi Séba est ainsi accusé de déloyauté à travers ses discours virulents et ses accusations récurrentes de néocolonialisme envers la France. Ce même mois il est reçu en Guyane par le député Jean-Victor Castor et Davy Rimane, il reçoit la médaille d'or de la ville de Cayenne.
Kémi Séba perçoit la procédure comme une démarche néocoloniale en réponse à son engagement. Le 16 mars 2024, il brûle son passeport français lors d'une conférence de presse organisée à la salle Berfin de Fleury-Mérogis. L'évènement avait été interdit par la préfecture de l'Essonne avant d'être réautorisé par le tribunal administratif de Versailles,.
En vertu d'un décret paru au journal officiel français le 9 juillet 2024, il perd sa nationalité française,,.

## Honneurs et récompenses
En janvier 2018, il est élu personnalité politique africaine de l'année 2017 par la chaîne Africanews, succédant ainsi au médecin congolais Denis Mukwege.
Le 11 décembre 2021 à Douala, Séba est élu leader d'opinion du panafricanisme lors de la cérémonie des Panafrican Awards, prix qu'il refuse.

## Auteur
En 2016, il publie un roman intitulé Obscure époque, qu'il présente comme « une fiction géopolitique, inspirée de faits réels ». Selon Streetpress, l'ouvrage prétend notamment démontrer l'existence de liens entre les mouvements terroristes islamistes et une « conspiration américano-saoudo-sioniste » ainsi que l'existence de réseaux pédocriminels au sommet de l'État français. Séba affirme que son roman serait « inspiré de faits réels ».
Le 29 juin 2018, Kémi Séba publie un nouvel essai intitulé L'Afrique libre ou la mort. Cet ouvrage est préfacé par Élie Domota, Alexandre Douguine, Biram Dah Abeid, Djimon Hounsou, Nicolas Anelka, tous apportant leur soutien à l'auteur.

### Publications
- Ma’at Ikh-s Philosophie (2010)
- Supra-négritude, essai, éditions Fiat Lux, 2013, préface de Grégoire Biyogo  (ISBN 979-1091157018)
- Black Nihilism, essai, éditions New African Cultures Éditions, 2014  (ISBN 978-2955002902)
- Obscure époque, fiction géopolitique, éditions New African Cultures Éditions, 2016, préface de Rockin' Squat  (ISBN 978-2805203053)
- L'Afrique libre, ou la mort, récit politique, édition Groupe CCEE, 2018, préfaces de Biram Dah Abeid, Alexandre Douguine, Élie Domota, Pedro Biscay, Djimon Hounsou, Ganiou Soglo et Nicolas Anelka  (ISBN 979-1091157292)
- Philosophie de la panafricanité fondamentale, Édition Fiat Lux, 2023  (ISBN 9791091157391)

#### Presse
- (en) Véronique Altglas, « Antisemism in France, Past and present », European Societies, vol. 14, no 2,‎ 2012, p. 259-274
- (en) Jean-Yves Camus, « The Commemoration of Slavery in France and the Emergence of a Black Political Consciousness », The European Legacy, vol. 11, no 6,‎ 2006, p. 647-655
- Stéphane François, Damien Guillaume et Emmanuel Kreis, « La Weltanschauung de la tribu Ka : d’un antisémitisme égyptomaniaque à un islam guénonien », Politica Hermetica, no 22,‎ 2008, p. 107-125 (lire en ligne)
- « Enquête – Dans les coulisses du softpower russe en Afrique », sur Jeune Afrique, 27 juillet 2021 (consulté le 26 mars 2022)